# Habitatge al carrer de Santa Anna, 17 (Tortosa)
L'Habitatge al carrer de Santa Anna, 17 és una obra de Tortosa inclosa a l'Inventari del Patrimoni Arquitectònic de Catalunya.
Situada davant de l'Escola Remolins va ser enderrocada i substituïda per un bloc de pisos.

## Descripció
Antic edifici entre mitgeres en estat de runa enderrocat durant els anys 80 del segle xx. Se'n conservava només part del mur de façana i tot el embigat de fusta que componia la carcassa de l'edifici, havent desaparegut la resta de separació de pisos i distribució d'estances. Reflectia una tipologia diferent de la resta d'habitatges del carrer. No es tractava d'una casa de pisos, sinó d'un habitatge unifamiliar, com demostrava l'estructura i el fet que a la planta hi havia una porta que, amb llinda rebaixada, donava accés a un possible corral. La façana tenia uns 6 metres d'amplada, i constava de planta, entresòl, dos pisos i golfes. De la façana, es conservava la planta, el primer pis i el sector central del segon. A la planta hi havia una sola porta d'accés, d'arc escarser de pedra i a l'extrem oposat una petita finestra enreixada i un balcó ampitador a nivell d'entresòl. Al primer pis s'obria només un balcó de ferro i rajola, i al segon un balcó amb baranes tornejades i dues finestres.